# 田中雅之 (プロデューサー)
田中 雅之（たなか まさゆき）は、NHKエンタープライズのエグゼクティブプロデューサー。音楽やドキュメンタリー、ドラマ、伝統芸能、ラジオ番組の制作者。

## 来歴
慶應義塾大学経済学部を卒業。1983年NHKに入社。NHK北九州放送局勤務後、東京・芸能番組センターに異動し、山口きらら博開会式の総合演出手掛ける。みんなの体操の音楽制作を担当する。
NHKエンタープライズに出向中に慶應義塾創立150年記念式典の総合演出を手掛ける。

## 担当番組
- 名盤ドキュメント
- 日本人が最も愛した男・石原裕次郎
- 本棚食堂 (NHK BSプレミアムドラマ)
- 平尾誠司
- 第35回紅白歌合戦
- 第35回紅白歌合戦
- 第35回紅白歌合戦
- 第35回紅白歌合戦
- 歌謡コンサート(現うたコン)(音楽デスク)
- みんなの体操
- 夜にありがとう
- 加山雄三ショー(音楽監督)

## 主な受賞歴
- 井上陽水ドキュメント「氷の世界」40年(ATP賞 優秀賞)
- 名盤ドキュメント(ATP賞 優秀賞)